# Phyllognathopus coecus
Phyllognathopus coecus is een eenoogkreeftjessoort uit de familie van de Phyllognathopodidae. De wetenschappelijke naam van de soort is voor het eerst geldig gepubliceerd in 1892 door Maupas.